# Zimorodek błękitny
Zimorodek błękitny (Alcedo coerulescens) – gatunek niewielkiego ptaka rybożernego z podrodziny zimorodków (Alcedininae) w rodzinie zimorodkowatych (Alcedinidae). Występuje w Azji w południowej i środkowej Indonezji. W Czerwonej księdze gatunków zagrożonych IUCN klasyfikowany jest jako gatunek najmniejszej troski (LC, ang. Least Concern).

## Systematyka
Gatunek ten po raz pierwszy zgodnie z zasadami nazewnictwa binominalnego opisał amerykański przyrodnik Louis Pierre Vieillot w 1818 roku na łamach „Nouveau dictionnaire d'histoire naturelle, appliquée aux arts, à l'agriculture, à l'économie rurale et domestique, à la médecine, etc.”. Autor nadał gatunkowi nazwę Alcedo coerulescens, a jako miejsce typowe błędnie podał Timor, co później skorygowano na Jawę. Gatunek ten jest najbliżej spokrewniony z zimorodkiem zwyczajnym (Alcedo atthis); z zimorodkiem lśniącym (Alcedo quadribrachys) i zimorodkiem turkusowym (Alcedo semitorquata) są gatunkami siostrzanymi. Jest gatunkiem monotypowym.

### Etymologia
- Alcedo: łac. alcedo, alcedinis lub halcedo, halcedinis „zimorodek”. Późniejsza pisownia pochodzi od fałszywej etymologii gr. ἁλς hals „morze”[11].
- coerulescens: łac. caerulescens – „niebieskawy”[12].

## Morfologia
Mały zimorodek o nieproporcjonalnie dużej głowie i dziobie oraz krótkim ogonie. Dziób mocny, długi, prosty. Tęczówki ciemnobrązowe, nogi i stopy czerwonobrązowe. Występuje niewielki dymorfizm płciowy. Samiec jest lazurowoniebieski z szarawym odcieniem i biały. Kantarek czarny, ponad nim niewielka biała plamka. Głowa, szyja i kark lazurowoniebieskie. Na bokach szyi biała podłużna plama. Pierś i boki lazurowoniebieskie, gardło, podgardle i dół szyi białe, podobnie jak brzuch, podbrzusze srebrzysto-lazurowe. Samica różni się od samca bardziej zielonkawym odcieniem oraz tym, że pas na piersi jest nieco węższy i mniej wyraźny. Młode osobniki są bardziej matowe od dorosłych, niebieskoszare z niewyraźnym pasem na piersi. Długość ciała 13 cm.

## Zasięg występowania
Zasięg występowania (EOO, Extent of Occurrence) według szacunków organizacji BirdLife International obejmuje około 646 tys. km². Gatunek zamieszkuje indonezyjskie wyspy: od południowej Sumatry przez Jawę, Wyspy Kangean i Bali, po Lombok i Sumbawę, odnotowano go także na wyspie Flores.

## Ekologia i zachowanie
Zimorodek błękitny występuje na różnych stanowiskach w okolicach wód: strumienie, kanały, błota, namorzyny, stawy rybne, zalane pola ryżowe i ujścia rzek. Spotykany jest także w wysokich lasach wtórnego wzrostu oraz przy strumieniach na plantacjach drzew. Występuje na wysokościach od poziomu morza do 800 m n.p.m. Dieta tego gatunku składa się głównie z owadów wodnych, niewielkich ryb i skorupiaków. Na ofiarę wyczekuje na gałązkach nad powierzchnią wody, ofiary łapie nurkując pionowo w dół, potem wraca na gałązkę. Poluje także na otwartych akwenach wodnych, gdzie unosi się w miejscu nawet do 30 s 2–4 m nad wodą. Długość pokolenia jest określana na 4,4 roku.

### Rozmnażanie
Nie ma wielu szczegółowych informacji o rozmnażaniu tego gatunku. Okres lęgowy na Jawie rozciąga się od kwietnia do czerwca oraz w sierpniu i październiku. Jedyne opisane gniazdo znajdowało się w norze na skarpie w pobliżu pola ryżowego. W lęgu 3–6 jaj.

## Status
W Czerwonej księdze gatunków zagrożonych IUCN zimorodek błękitny jest klasyfikowany jako gatunek najmniejszej troski (LC, ang. Least Concern). Liczebność populacji nie jest oszacowana, ale gatunek ten opisywany jest jako szeroko rozpowszechniony i pospolity. Ze względu na brak dowodów na spadki liczebności bądź istotne zagrożenia dla gatunku BirdLife International ocenia trend liczebności populacji jako prawdopodobnie stabilny.